# Ángel Camarillo Llorens
Ángel Camarillo Llorens (Madrid, 11 de març de 1959) va ser un ciclista espanyol, que fou professional entre 1981 i 1992. Del seu palmarès destaquen dues victòries d'etapa a la Volta a Espanya.

## Palmarès
- 1978
  - 1r a la Volta a Toledo
- 1980
  - 1r al Cinturó a Mallorca
  - Vencedor d'una etapa de la Giro de les Regions
- 1981
  - Vencedor d'una etapa de la Volta a Cantàbria
- 1982
  - Vencedor d'una etapa de la Volta a Espanya
- 1985
  - Vencedor d'una etapa de la Volta a Astúries
  - Vencedor d'una etapa de la Volta a Espanya
- 1986
  - 1r al Gran Premi de Laudio
  - Vencedor d'una etapa de la Volta a Colòmbia
  - Vencedor d'una etapa de la Volta a La Rioja
- 1987
  - 1r a la Clàssica de Sabiñánigo
  - Vencedor d'una etapa de la Volta a Galícia
- 1988
  - Vencedor d'una etapa de la Volta a Burgos

### Resultats al Tour de França
- 1986. Fora de control
- 1988. 116è de la classificació general

### Resultats a la Volta a Espanya
- 1981. 29è de la classificació general
- 1982. 33è de la classificació general. Vencedor d'una etapa
- 1983. 51è de la classificació general
- 1984. Abandona
- 1985. 50è de la classificació general. Vencedor d'una etapa
- 1986. 46è de la classificació general
- 1987. 80è de la classificació general
- 1990. 63è de la classificació general
- 1991. Abandona
- 1992. 57è de la classificació general

### Resultats al Giro d'Itàlia
- 1982. 64è de la classificació general
- 1983. 92è de la classificació general
- 1984. Abandona
- 1985. 25è de la classificació general
- 1990. 43è de la classificació general
- 1991. Abandona